# Sefâretnâme
Sefāret-nāme (سفارت نامه), littéralement le livre d'ambassade, était un genre de la littérature turque qui était étroitement lié au seyahatname (en) (le livre de voyages), mais était spécifique au récit des voyages et des expériences d'un ambassadeur ottoman dans un pays étranger, généralement en Europe, et dans une capitale. Les sefâretnâme étaient édités par leurs auteurs en vue de leur présentation au Sultan et à sa haute administration, portant ainsi également un caractère semi-officiel, leur objectif étant de faire "sentir" le pays étranger en question, autant que d'informer sur celui-ci. Pour cette raison, et pour les qualités littéraires qui ont été recherchées afin d'atteindre leur objectif, ils restent d'un intérêt durable pour le lecteur général. 
On admet que le premier exemple du genre est le sefâretnâme de Kara Mehmed Pacha, qui relate son ambassade à Vienne en 1665. Les exemples remarquables du genre, qui datent pour la plupart du XVIIIe siècle, sont d'une valeur particulière, tant en termes littéraires durables que pour l'éclairage qu'ils apportent à la perception qu'avait l'intelligentsia ottomane de l'Europe occidentale à une époque où cette partie du monde avait visiblement commencé à dépasser les autres géographies du monde, y compris l'Empire ottoman, en termes de science, de culture et de développement. Les tentatives ottomanes de comprendre les raisons de cet écart croissant peuvent expliquer l'envoi de plus en plus fréquent d'ambassadeurs au cours du XVIIIe siècle, qui seront plus tard présents en permanence dans les capitales européennes, ainsi que la multiplication des sefâretnâme. 
Le sentiment de curiosité que leurs auteurs manifestent à l'égard de la culture occidentale qu'ils étudient est pleinement réciproque à la curiosité qu'ils suscitent chez leurs interlocuteurs parisiens et berlinois, dont la plupart entrent pour la première fois en contact avec des Turcs. Les récits vivants de ces contacts et les commentaires qui en découlent attirent la curiosité du lecteur jusqu'à aujourd'hui. 
Parmi les sefâretname notables, on peut citer ceux qui suivent ;
- Sefaretnâme de Yirmisekiz Mehmed Efendi, qui fut le premier ambassadeur de Turquie à Paris en 1720,
- Sefaretnâme de Ahmed Resmî Efendi, qui fut le premier ambassadeur de Turquie à Berlin en 1763/1764,
- Sefaretnâme de Giritli Ali Aziz Efendi (en), lors de sa première mission en tant qu'ambassadeur de Turquie en Prusse en 1796.

Il existe jusqu'à quarante exemples de sefâretnâme, écrits par des ambassadeurs ottomans qui ont exercé leurs fonctions au XVIIIe siècle et au début du XIXe siècle dans divers postes dont Londres, Paris, Berlin, Stockholm, Russie, Pologne (Lehistan dans la terminologie ottomane), Italie, Espagne, Iran, Inde, Maroc et Boukhara. Ceux qui avaient un début littéraire réduit, se présentant plutôt sous la forme d'un mémorandum professionnel et d'actualité, étaient appelés takrir.